# Томас Аугустінуссен
Томас Аугустінуссен (дан. Thomas Augustinussen, нар. 20 березня 1981, Свендборг) — данський футболіст, півзахисник клубу «Ольборг».
Має в активі дві гри за національну збірну Данії. Чемпіон Данії. Чемпіон Австрії. 

## Клубна кар'єра
Народився 20 березня 1981 року в місті Свендборг. Вихованець футбольної школи клубу «Ольборг». Дорослу футбольну кар'єру розпочав 2000 року в основній команді того ж клубу, в якій провів дев'ять сезонів, взявши участь у 219 матчах чемпіонату. Більшість часу, проведеного у складі «Ольборга», був основним гравцем команди, а з 2008 року — її капітаном.
Влітку 2009 року перейшов до австрійського клубу «Ред Булл» на умовах трирічного контракту. Допоміг команді із Зальцбурга наступного сезону здобути перемогу в національній першості. Проте на початку 2011 року, провівши в Австрії лише півтора року, за власним бажанням розірвав контракт з «Ред Буллом». Відразу ж повернувся на батьківщину, де в січні 2011 року уклав трирічний контракт із своїм колишнім клубом, «Ольборгом».

## Виступи за збірні
Протягом 2000–2003 років залучався до складу молодіжної збірної Данії. На молодіжному рівні зіграв у 20 офіційних матчах, забив 5 голів.
2008 року дебютував в офіційних матчах у складі національної збірної Данії. Усього провів у формі головної команди країни 2 матчі.

## Титули і досягнення
- Чемпіон Данії (1):

«Ольборг»:  2007–08
- Чемпіон Австрії (1):

«Ред Булл»:  2009–10